# Scharlachwürger
Der Scharlachwürger (Laniarius erythrogaster) ist eine Vogelart aus der Familie der Buschwürger (Malaconotidae).
Der Vogel kommt in Subsahara-Afrika von Nigeria bis Sudan, Äthiopien, Kenia und Nordwesttansania vor.
Der Lebensraum umfasst busch- und baumbestandene Savanne, dichten Uferbewuchs, Flussauen und Sumpfgebiete mit Doumpalmen (Hyphaene thebaica), Papyrus, auch Akazien von 600 bis 1600 m Höhe.
Der Artzusatz kommt von altgriechisch ἐρυθρός erythrós, deutsch ‚rot‘ und altgriechisch γαστήρ gastēr, deutsch ‚Magen, Bauch‘.
Dieser Buschwürger ist ein Standvogel.

## Merkmale
Der Vogel ist 20–22 cm groß, das Männchen wiegt 42–53, das Weibchen 46–55 g.
Dieser große rot-schwarze Buschwürger ist am Kopf von der Stirn bis unter die Augen, an den Ohrdecken, Nackenseite und Nacken bis zum Schwanz und den Flügeldecken schwarz mit dunkelblauem Glanz, dazu meist nicht sichtbare weiße Subterminalflecken an langen Federn der Oberschwanzdecken und am Bürzel. Kehle und Unterseite sind leuchtend scharlachrot, Steiß und Unterschwanzdecken sind gelbbraun, die Beine sind unterschiedlich, schwarz, rot oder braun, die Flügelunterseite ist schwarz. Die Iris ist blass strohgelb, der Schnabel schwarz.
Die Geschlechter unterscheiden sich nicht. Jungvögel sind auf der Oberseite schwärzlich mit gelbbraunen Federspitzen, unten matt gelblichbraun mit schmaler schwärzlicher Bänderung, das Kinn und die Brust seitlich sind etwas rosafarben, an den Flanken finden sich einzelne zinnoberrote Federn. Die Augen sind dunkelbraun.
Vom Goldscheitelwürger (Laniarius barbarus) und Papyruswürger (Laniarius mufumbiri) unterscheidet die Art sich durch den schwarzen Scheitel und vom Letzteren durch das Fehlen von weißen Flügelbinden, die gleichmäßig rote Unterseite und die gelblichbraunen Unterschwanzdecken. Jungvögel unterscheiden sich durch die schwarz und gelbbraun gebänderte Unterseite, beim Papyruswürger sind Jungvögel rosa und ungebändert.
Die Art ist monotypisch.

## Stimme
Die Art singt im Duett, ein lautes, weithin hörbares klingelartiges „wheeyou“, „hweeu“, „yoick“ oder „tyotyo“ des Männchens sogleich vom Weibchen beantwortet mit kurzem „jaar“, „zeeer“, „tzzz“ oder „kssrrrrr“. Oft singt die Art im Verborgenen, mitunter aber auch laut von einer Warte ganz oben aus. Manche Lautäußerungen erinnern an Pirole. Der Alarmruf ist ein schnelles kontinuierliches „chk-chk-chk...“.

## Lebensweise
Die Nahrung besteht hauptsächlich aus Insekten, auch kleineren Früchten, Echsen und Vogeleiern, die einzeln oder paarweise gesucht werden, bevorzugt in schattiger dichter Vegetation.
Die Brutzeit liegt – soweit bekannt – im März und zwischen Juni und Juli im Sudan und in Uganda. Zwischen März und April in Norden und Osten, und zwischen Sept. und Januar sowie zwischen April und Juni im Westen und Süden des Verbreitungsgebietes. Die Art ist monogam und standorttreu.
Das locker aus Wurzeln, Borkenfasern oder Gras zusammengebaute Nest befindet sich 4–8 m über dem Erdboden mitten in einem dichten Busch oder an einem äußeren Ast eines Baumes. Das Gelege besteht aus 2 Eiern.

## Gefährdungssituation
Der Bestand gilt als „nicht gefährdet“ (Least Concern).